# Predigtstuhl (Lattengebergte)
De Predigtstuhl  is een berg behorende bij de gemeente Bad Reichenhall in de deelstaat Beieren, Duitsland. De berg heeft een hoogte van 1613 meter.
De Predigtstuhl is onderdeel van het Lattengebergte, dat weer deel uitmaakt van de Berchtesgadener Alpen.